# Azra Hamzić
Azra Hamzić (* 26. Februar 1992 in Mostar) ist eine bosnische Fußballspielerin.

## Leben

### Karriere
Hamzić startete ihre Karriere mit dem ŽN/FK Mostar. Bei ŽNK Mostar durchlief sie sämtliche Jugendmannschaften und wechselte 2009 in die Ženska nogometna liga BiH zum SFK 2000 Sarajevo, für den sie 2012 und 2013 an der UEFA Women’s Champions League teilnahm.

### International
Hamzić durchlief die U-17- und U-19-Nationalmannschaften Bosnien's. Sie lief in sieben U-17 und in zwölf U-19 Länderspielen für Bosnien auf. Am 6. September 2012 wurde sie dann erstmals für ein A-Länderspiel nominiert.